# سقوط برلین (فیلم)
سقوط برلین (روسی: Падение Берлина) یک فیلم جنگی و تبلیغاتی اتحاد جماهیر شوروی محصول ۱۹۵۰ است که در دو قسمت ساخته شده‌است. این فیلم توسط استودیو موس‌فیلم و کارگردانی میخائیل چیائوریلی، با فیلمنامه ای توسط پیوتر پاولنکو و موسیقی متن آهنگسازی دمیتری شوستاکوویچ ساخته شده‌است. به تصویر کشیدن تاریخ جنگ جهانی دوم با تمرکز بر تصویری بسیار مثبت از نقش ژوزف استالین دیکتاتور شوروی (با بازی میخائیل گلاوانی) در این رویدادها، از اهداف ساخت این فیلم بوده‌است.